# Lillian Copeland
Lillian Copeland (Estados Unidos, 24 de noviembre de 1904-7 de julio de 1964) fue una atleta estadounidense, especialista en la prueba de lanzamiento de disco en la que llegó a ser campeona olímpica en 1932.

## Carrera deportiva
En los JJ. OO. de Ámsterdam 1928 ganó la medalla de plata en lanzamiento de disco, tras la polaca Halina Konopacka y por delante de la sueca Ruth Svedberg (bronce).
Cuatro años después, en los JJ. OO. de Los Ángeles 1932 ganó la medalla de oro en la misma prueba, batiendo el récord olímpico con una marca de 40.58 metros, superando a su paisana estadounidense Ruth Osburn y a la polaca Jadwiga Wajs (bronce con 38.74 metros).